# Hermanis Buks
Hermanis Georgs Rūdolfs Buks (ur. 15 stycznia 1896, zm. 18 sierpnia 1942) – oficer wojskowy, sierżant łotewskich strzelców w czasie walk o niepodległość Łotwy. Po wojnie pozostał w wojsku i dosłużył się stopnia generała Łotewskiej Armii (1939). Kawaler m.in. orderu Lāčplēsisa oraz Orderu Odrodzenia Polski.
Dowodził Dywizją Zemgalską Armii Łotewskiej, był także komendantem obozów dla polskich uchodźców organizowanych na Łotwie po klęsce wrześniowej. Po okupacji Łotwy deportowany do ZSRR, gdzie zmarł lub został rozstrzelany w więzieniu na Butyrkach.

## Biogram
Urodził się 15 stycznia 1896 roku w parafii (gminie) Limbaži, w rodzinie rolnika Ernesta Buksa. Uczył się w miejskiej szkole w Limbaži, a po jej ukończeniu w 1915 został zmobilizowany do Armii Imperium Rosyjskiego. Służył w Preobrażeńskim Pułku Lejbgwardii, następnie został wysłany do Piotrogrodu, gdzie w 1916 ukończył kursy we włodzimierskiej szkole oficerskiej i w czerwcu uzyskał promocję na stopień porucznika. Następnie służył w 19. Pułku Syberyjskim. W kwietniu 1917 wstąpił do Dynemunckiego Pułku Strzelców Łotewskich, początkowo w stopniu podporucznika, a w październiku tego roku zweryfikowany w stopniu porucznika. Przeniesiony do 5 Brygady Artylerii Strzelców Syberyjskich, gdzie służył do pokoju brzeskiego. Zdemobilizowany, po inwazji Armii Czerwonej na Łotwę dołączył do powstających sił zbrojnych tego kraju. Zweryfikowany przez łotewski rząd tymczasowy z dniem 18 grudnia w stopniu starszego porucznika, dołączył do korpusu oficerów rezerwy.
25 stycznia 1919 rozpoczął służbę w 1 Samodzielnym Batalionie Łotewskim, jednak już 29 stycznia został poważnie ranny w bitwie pod Skrundą. W lutym powrócił do służby jako dowódca ośrodka uzupełnień w Lipawie, później pełnił tę samą funkcję w Rydze. Ostatecznie wrócił do służby liniowej jako dowódca 2 Batalionu Kieskiego w składzie Brygady Północnej, formacji łotewskiej w strukturze sojuszniczej armii Estonii. Po bitwie pod Kiesią w sierpniu 1919 jego batalion wszedł w skład 2 Windawskiego Pułku Piechoty. We wrześniu tego samego roku awansował do stopnia kapitana i objął stanowisko dowódcy batalionu w 9 Rzeczyckim Pułku Piechoty. W październiku 1919 r. brał udział w obronie Rygi przed białą rosyjską Zachodnią Armią Ochotniczą Pawła Bermondta-Awałowa. Uczestniczył w walkach na wydmach wokół Bolderai, przedmieścia Rygi. Za męstwo w walce został później odznaczony orderem Lāčplēsisa. W styczniu 1920 brał udział w walkach o wyzwolenie Łatgalii, m.in. w bitwie pod Dyneburgiem. W listopadzie otrzymał awans do stopnia podpułkownika (pulkvežleitnants).
Po zakończeniu wojny, w 1921 pełnił służbę na stanowisku dowódca szwadronu, a następnie zastępcy dowódcy Pułku Kawalerii. W 1925 ukończył kursy oficerskie w Centralnej Szkole Kawalerii w Grudziądzu, a w 1927 awansowano go do stopnia pułkownika. Następnie w 1929 został wysłany na kurs w polskiej Wyższej Szkole Wojennej, który ukończył w 1931. W tym samym roku został dowódcą Pułku Kawalerii Armii Łotewskiej. Następnie w latach 1935–1936 dowodził stacjonującym w Windawie 12 Bauskim Pułkiem Piechoty, a od 1938 pełnił obowiązki inspektora kawalerii w sztabie generalnym. W czerwcu 1939 został mianowany zastępcą szefa sztabu, a od listopada w stopniu generała dowodził 1. Kurlandzką Dywizją Piechoty.
Po okupacji Łotwy, w sierpniu 1940 roku generał Buks został mianowany oficerem do specjalnych poruczeń głównodowodzącego, a w październiku odszedł ze służby. Początkowo mieszkał w Rydze, ostatecznie przeniósł się do domu rodzinnego w parafii Lēdurga. Tam też 14 czerwca 1941 został aresztowany przez NKWD i w ramach wielkiej akcji deportacyjnej wywieziony w głąb ZSRR. Osadzony w obozie Usołłag w pobliżu Solikamska.
W początkach 1942, w ramach prowadzonego przez NKWD śledztwa, generał został przeniesiony do moskiewskiego więzienia na Butyrkach, gdzie 18 sierpnia 1942 zmarł lub został rozstrzelany (wcześniejsze źródła podawały, że zginął na Syberii dopiero w 1958). Jego żona Milda Kuplā-Odiņa (1891-1943) również została wywieziona i zmarła w obozach Norilłagu w pobliżu Norylska. W latach 1941–1947 w łagrach przebywali także jego synowie: Miervaldis (ur. 1924) i Mintauts Olafs (ur. 1927).

## Odznaczenia
Hermanis Buks został odznaczony szeregiem spośród najwyższych odznaczeń wojskowych, zarówno łotewskich, jak i zagranicznych. Nie licząc medali pamiątkowych, otrzymał m.in.:
- Order Świętej Anny IV klasy za walki podczas I wojny Światowej
- Kawaler Orderu Lāčplēsisa III klasy za walki w Bolderai przeciwko armii Bermonta[4]
- Kawaler Orderu Trzech Gwiazd III klasy (1929)
- Order Westharda II klasy (1938)
- szwedzki Order Miecza II klasy
- Krzyż Komandorski Orderu Odrodzenia Polski
- węgierski Order Zasługi III klasy